# Kormos mézevő
A kormos mézevő (Myzomela obscura) a madarak osztályának verébalakúak (Passeriformes) rendjébe és a mézevőfélék (Meliphagidae) családjába tartozó faj.
A magyar név forrással nincs megerősítve.

## Előfordulása
Ausztrália, Indonézia és Pápua Új-Guinea területén honos.

## Alfajai
- Myzomela obscura aruensis Kinnear, 1924
- Myzomela obscura fumata (Bonaparte, 1850)
- Myzomela obscura harterti Mathews, 1911
- Myzomela obscura mortyana Hartert, 1903
- Myzomela obscura obscura Gould, 1843
- Myzomela obscura rubrobrunnea A. B. Meyer, 1874
- Myzomela obscura rubrotincta Salvadori, 1878
- Myzomela obscura simplex G. R. Gray, 1861

## Megjelenése
Testhossza 12-15 centiméter.
|  |

## Külső hivatkozások
- Képek az interneten a fajról
- Internet Bird Collection - videók a fajról